# Бенталха, Малик
Малик Бeнталха (фр. Malik Bentalha; род. 1 марта 1989 года в Баньоль-сюр-Сез, Гар, Франция) — французский юморист и актёр алжирско-марокканского происхождения.

## Биография
Родители Малика Бeнталха эмигранты, отец из Алжира, мать из Марокко. В 2007—2008 годах учился на Курсах Флоран. После этого делал скетчи в парижских кафе-театрах, таких как Point Virgule.
В 2010 году Малика заметил Жамель Деббуз, который пригласил его к себе в Jamel Comedy Club, после чего Бенталха в течение двух лет выступал у него на разогреве.
В 2016 году Бенталха снялся в фильме «Паттайя» вместе с Франком Гастамбидом, а затем ещё в двух фильмах, вышедших в 2018 году: комедийном боевике «Такси 5» с Франком Гастамбидом и комедии «Дуду» с Кадом Мерадом.
В 2017 году Малик Бенталха, как и многие другие французские юмористы, такие как Томер Сислей, Мишель Либ, Гад Эльмалех, Жамель Деббуз и Артур, был заподозрен в копировании американских комиков.

## Фильмография

### Кинематограф
- 2011 — И вдруг мне всех не хватает[фр.] — стендап-комик 1
- 2012 — Приключения французов в Нью-Йорке[фр.] — молодой горожанин Марио Капра
- 2013 — Родился где-то[фр.] — Хаким
- 2013 — Эйяфьядлайёкюдль[фр.] — друг Сесиль
- 2015 — Робин Гуд, правдивая история[фр.] — брат Тук
- 2016 — Паттайя — Кримо
- 2016 — Корова[фр.] — молодой человек в гостиной
- 2018 — Такси 5 — Эдди Маклуф
- 2018 — «Дуду[фр.]» — Софья́н
- 2022 — Неувольняемый — директор тюрьмы
- 2022 — Круиз по джунглям: тайна Вальверде — Джек Мимун

### Телевидение
- 2011 — Не вызывающий подозрений[фр.] — полицейский 1 (телефильм)
- 2013 — Домашние сцены[фр.] — Патрик (телесериал)
- 2017 — Saturday Night Live (телешоу, ведущий — Гад Эльмалех)
- 2018 — Наши земли неизвестные (телешоу, ведущий — Фредерик Лопес[фр.])